# Rhododendron diversipilosum
Rhododendron diversipilosum là một loài thực vật có hoa trong họ Thạch nam. Loài này được (Nakai) Harmaja miêu tả khoa học đầu tiên năm 1999.